# Weidingen
Weidingen ist eine Ortsgemeinde in der Eifel und gehört zum Eifelkreis Bitburg-Prüm in Rheinland-Pfalz. Sie gehört der Verbandsgemeinde Südeifel an und ist auch heute noch ein bekannter Marien-Wallfahrtsort.

## Geographie
Weidingen liegt am Rande des Naturparks Südeifel und besteht aus den Ortsteilen Weidingen und Niederweidingen. Zum Ortsteil Weidingen gehören auch die Wohnplätze Kalenborn, Rodenhof und Scheuerdell.
Nachbarorte von Weidingen sind die Ortsgemeinden Altscheid im Nordosten, Feilsdorf und Hütterscheid im Südosten, Utscheid und Fischbach-Oberraden im Südwesten sowie Berkoth im Nordwesten.

## Geschichte
Die Legende besagt, dass der Heilige Willibrord um 730 an der Stelle eines heidnischen Tempels eine Kirche errichtete. Ein über die Jahrhunderte den Verfall überstehendes Marienbild stand in einem Weidenstrauch, von dem sich in der Folge die Namen Weidig, Widen oder Wedingen abgeleitet haben sollen. 1205 ist der Vorgängerbau der heutigen Wallfahrtskirche bezeugt. Bis zum Ende des 18. Jahrhunderts gehörte Weidingen zur Herrschaft Neuerburg im Herzogtum Luxemburg und war Hauptort einer Meierei, zu der auch Hütterscheid, Niederweidingen und Outscheid gehörten.

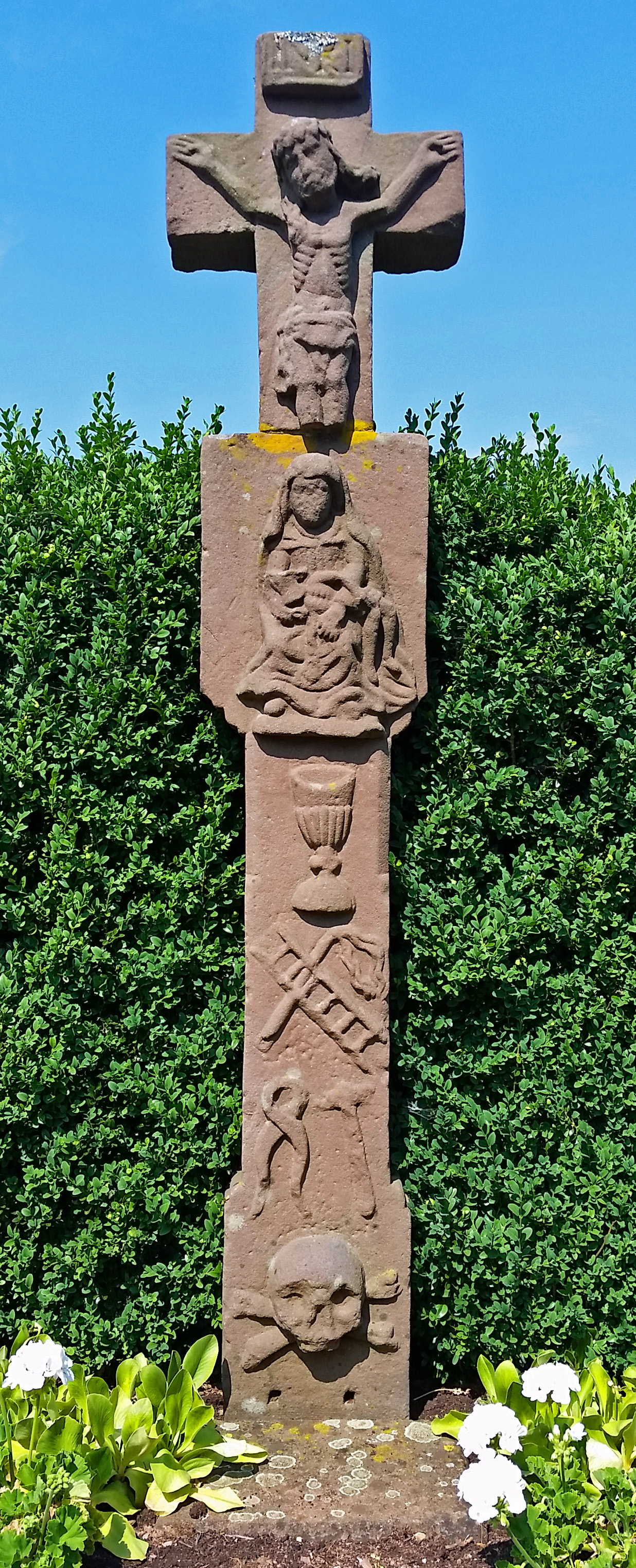
Steinernes Wegekreuz in Weidingen, oberer Teil von einem anderen Wegekreuz aufgesetzt

Im Jahr 1794 hatten französische Revolutionstruppen die Österreichischen Niederlande, zu denen das Herzogtum Luxemburg gehörte, besetzt und im Oktober 1795 annektiert. Von 1795 bis 1814 gehörte der Ort zum Kanton Neuerburg im Wälderdepartement. Weidingen war Sitz einer Mairie.
Im Jahr 1815 wurde das ehemals luxemburgische Gebiet östlich der Sauer und der Our auf dem Wiener Kongress dem Königreich Preußen zugeordnet. Damit kam der Ort Weidingen 1816 zum Kreis Bitburg im Regierungsbezirk Trier in der Provinz Großherzogtum Niederrhein, die 1822 in der Rheinprovinz aufging. Weidingen wurde Amtssitz der gleichnamigen Bürgermeisterei. Zur Bürgermeisterei gehörten die Gemeinden Altscheid, Berkoth, Burscheid, Niederweidingen und Uppershausen. Sie bestand bis 1854 und ging in die Bürgermeisterei Oberweis auf.
Nach dem Ersten Weltkrieg gehörte das Gebiet zum französischen Teil der Alliierten Rheinlandbesetzung. Nach dem Zweiten Weltkrieg wurde die Gemeinde Weidingen innerhalb der französischen Besatzungszone Teil des damals neu gebildeten Landes Rheinland-Pfalz.
Das Kirchdorf bzw. der heutige Ortsteil Weidingen wurde früher auch „Oberweidingen“ genannt.
Die heutige Gemeinde wurde am 7. Juni 1969 aus den Gemeinden Niederweidingen (39 Einwohner) und Weidingen (187 Einwohner) neu gebildet.
Bevölkerungsentwicklung
Die Entwicklung der Einwohnerzahl von Weidingen bezogen auf das heutige Gemeindegebiet; die Werte von 1871 bis 1987 beruhen auf Volkszählungen:
| Jahr | Einwohner |
| ---- | --------- |
| 1815 | 84        |
| 1835 | 139       |
| 1871 | 165       |
| 1905 | 233       |
| 1939 | 237       |

| Jahr | Einwohner |
| ---- | --------- |
| 1950 | 235       |
| 1961 | 248       |
| 1970 | 239       |
| 1987 | 176       |
| 1997 | 211       |

| Jahr | Einwohner |
| ---- | --------- |
| 2005 | 193       |
| 2011 | 172       |
| 2017 | 166       |
| 2023 | 177       |

## Politik

### Gemeinderat
Der Gemeinderat in Weidingen besteht aus sechs Ratsmitgliedern, die bei der Kommunalwahl am 9. Juni 2024 in einer Mehrheitswahl gewählt wurden, und dem ehrenamtlichen Ortsbürgermeister als Vorsitzendem.

### Bürgermeister
Johannes Fandel wurde am 18. Juni 2019 Ortsbürgermeister von Weidingen. Bei der Direktwahl am 26. Mai 2019 war er mit einem Stimmenanteil von 94,50 % gewählt worden. Da bei der Direktwahl am 9. Juni 2024 kein Wahlvorschlag eingereicht wurde, oblag die Neuwahl des Bürgermeisters gemäß rheinland-pfälzischer Gemeindeordnung dem Rat. Dieser bestätigte Johannes Fandel auf seiner konstituierenden Sitzung für weitere fünf Jahre in seinem Amt.
Fandels Vorgänger Matthias Moos hatte das Amt 35 Jahre ausgeübt.

### Wappen
| Wappen von Weidingen | Blasonierung: „Unter blauem Schildhaupt, darin eine goldene vierzackige Krone mit roten und blauen Halbedelsteinen, schräglinks geteilt, vorn in silber ein gegabelter grüner Weidenzweig, hinten in blau eine goldene Kirche mit schwarzen Fenstern und Apsis, den Turm links.“ |
| Wappen von Weidingen | Wappenbegründung: Die Marienverehrung; im Wappen dargestellt mit roten und blauen (4:3) Halbedelsteinen besetzten, vierzackigen, goldenen Marienkrone. Der gegabelte Weidenzweig steht im Wappen nicht nur als Namensgeber, sondern zeigt auch den Zusammenschluss der früher eigenständigen Orte Oberweidingen und Niederweidingen, die seit 1969 die Gemeinde Weidingen bilden. Weidingen ist Pilgerort mit dominierender Wallfahrtskirche St. Marien. |

## Kultur und Sehenswürdigkeiten

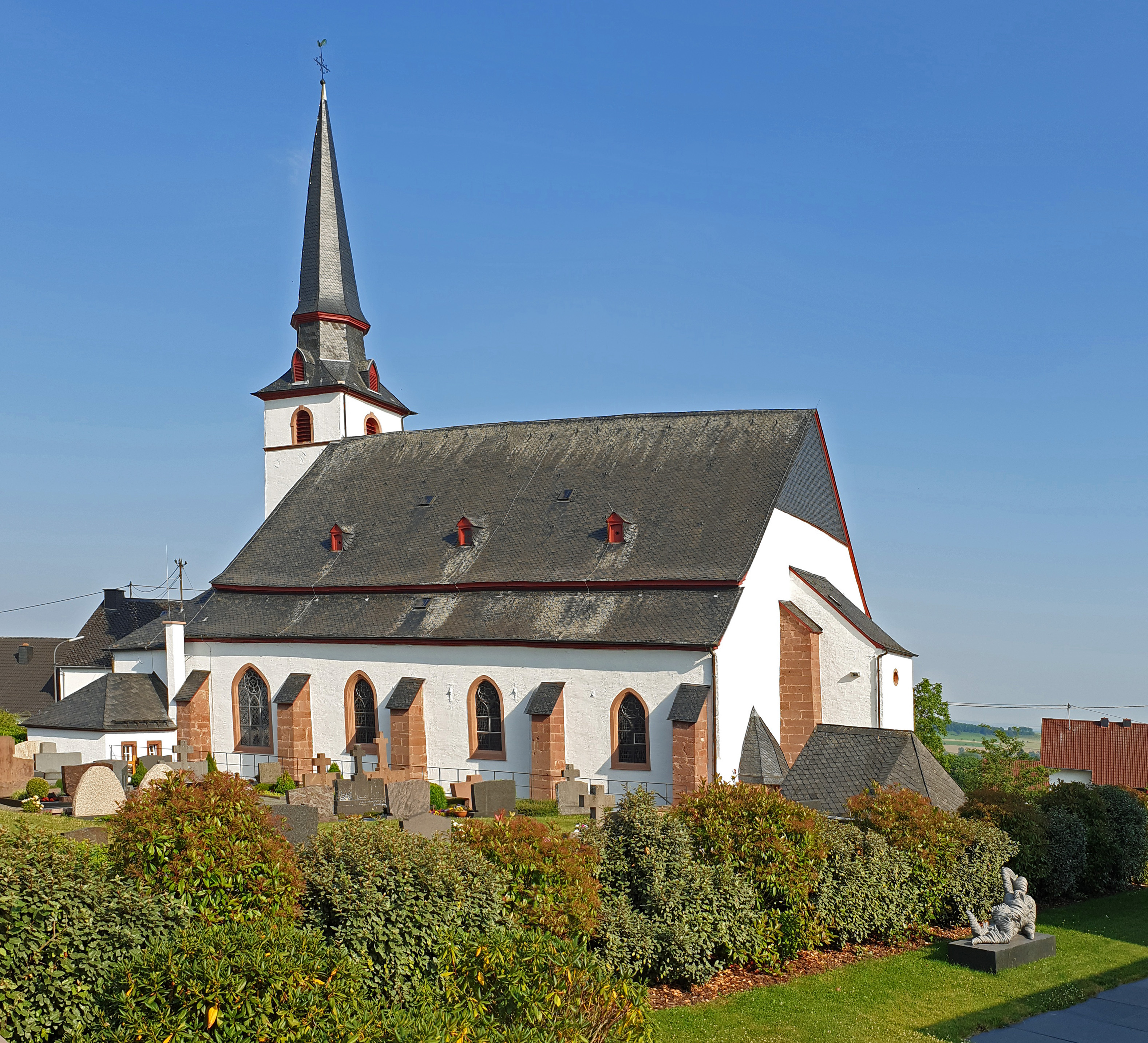
Wallfahrtskirche St. Marien (2019)
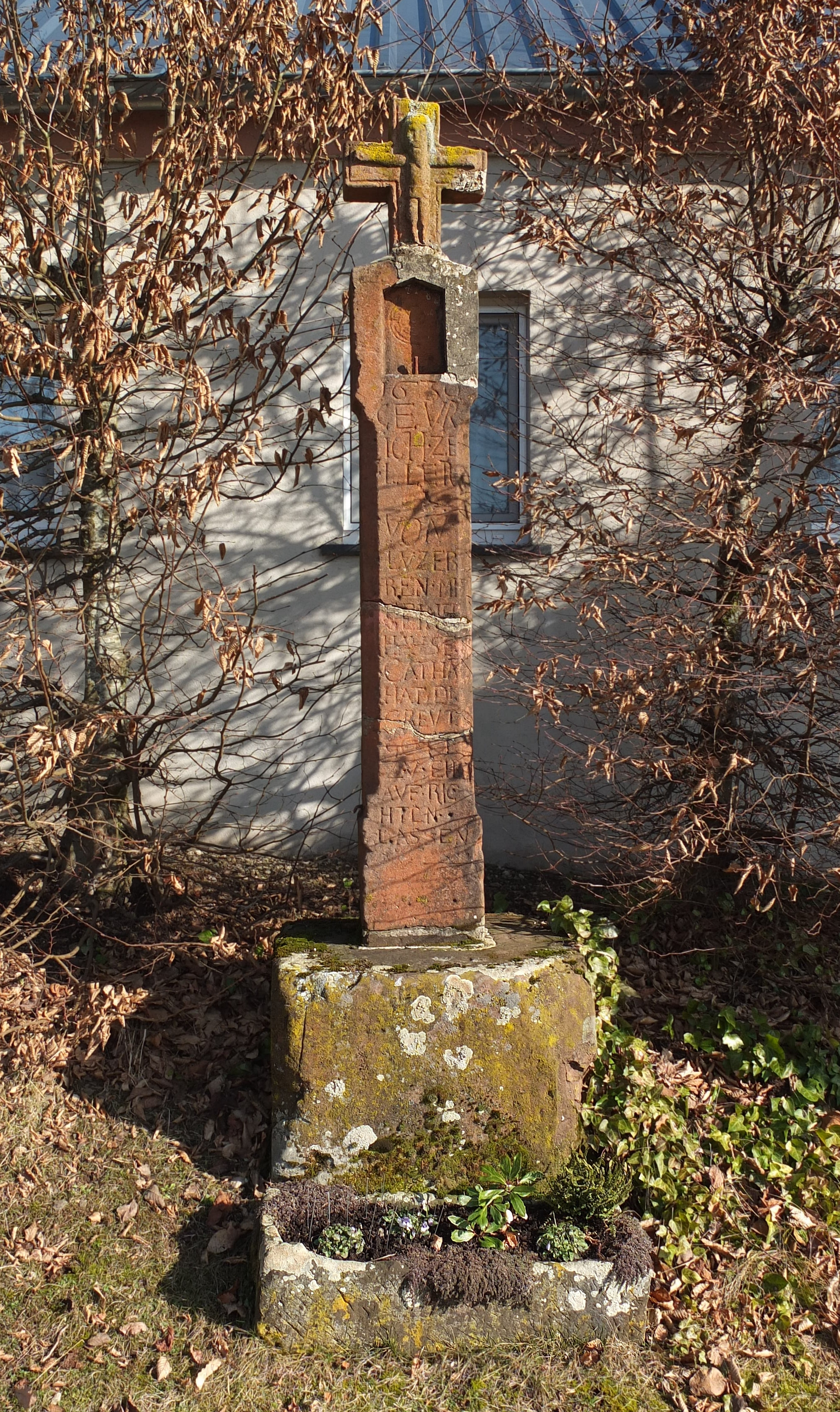
Wegekreuz in Weidingen (Gartenstraße)

- Die Vorgängerin der heutigen Pfarr- und Wallfahrtskirche Mariä Empfängnis erbaute um 1205 Graf Friedbald von Hamm. Sie wurde 1247 Pfarrkirche, von ihr steht heute noch der Teil vom Turm bis zum Beichtstuhl. 1396 wurde die erste Kirche verlängert. Hierdurch entstand der heute als Alte Kirche bekannte Teil, der oft fälschlicherweise als Seitenschiff angesehen wird.  Um Raum zu schaffen, brach man im Jahre 1500 die rechte Wand der alten Kirche durch, um eine größere dritte Kirche anzubauen. 1541 wurde ein Teil der ersten Kirche abgebrochen, um einen hohen Turm anzubauen. Nach zweimaliger Zerstörung durch Blitzschlag wurden die Kirche 1771, der Turm 1783 erneut aufgebaut. Weidingen ist bis heute bekannter Wallfahrtsort zu Maria – Trösterin der Betrübten, der Hochaltar beherbergt das Gnadenbild.

Am Martinstag des 11. November 1484 machten Friedrich von Milbourg, Herr auf Schloss Hamm, und Hildegard von Bellenhausen, seine Gemahlin, sowie weitere Familienmitglieder der Kirche Schenkungen.
- Das Katholische Pfarrhaus mit einem Backofenanbau aus der ersten Hälfte des 19. Jahrhunderts (Königsbergstraße).
- Zwei unter Denkmalschutz stehende Wohnhäuser aus dem 18. Jahrhundert (Gartenstraße).
- Weidingen verfügt über das älteste Nischenkreuz der Region, das auf das Jahr 1636 datiert ist (Gartenstraße).
- Ein weiteres Nischenkreuz aus 1639 steht nordwestlich des Ortes, an der Straße nach Philippsweiler.
- Ein gutshofartiger Dreiseithof in Niederweidingen; das siebenachsige dreigeschossiges Wohnhaus mit Stallscheunen und Verbindungsbauten wurde 1828 erbaut (Michelbachstraße).
- Das Gelände der von Anja Axt entworfenen und der von Galerist Max Hetzler betriebenen Stiftung zur Förderung zeitgenössischer Kunst in Weidingen mit Gästehaus und Lagerhalle und jährlichen Sommerausstellungen international wie national renommierter Künstler wie Albert Oehlen, Thomas Struth oder André Butzer.[15][16][17]
- Die „Bibliothek Günther Förg“ mit Ausstellungsraum.[18]

Siehe auch: Liste der Kulturdenkmäler in Weidingen und Liste der Naturdenkmale in Weidingen

## Verkehr
Weidingen wird von der Landesstraße 8 und der Kreisstraße 65 an das Straßennetz angebunden.